# Coppa di Svizzera 1966 (hockey su pista)
La Coppa di Svizzera 1966 è stata la 9ª edizione della principale coppa nazionale svizzera di hockey su pista. La competizione ha avuto inizio il 2 luglio ed è terminata l'8 ottobre 1966. Il trofeo è stato vinto dall'RS Zurigo per la seconda volta nella sua storia.

## Risultati

### Primo turno
| Squadra 1         | Risultato | Squadra 2      |
| ----------------- | --------- | -------------- |
| 2 luglio 1966     |           |                |
| Basilea           | 17 - 4    | Thunerstern    |
| Etoile Montreux   | 9 - 9     | Losanna Roller |
| Juventus Montreux | 5 - 8     | Pully          |
| Lucerna           | 3 - 15    | RS Zurigo      |

### Quarti di finale
| Squadra 1         | Risultato | Squadra 2      |
| ----------------- | --------- | -------------- |
| 17 settembre 1966 |           |                |
| Lions Losanna     | 2 - 1     | Losanna Roller |
| Pully             | 4 - 17    | Basilea        |
| RS Zurigo         | 5 - 3     | Montreux       |
| Urania Ginevra    | 2 - 6     | Ginevra        |

### Semifinali
| Squadra 1         | Risultato | Squadra 2 |
| ----------------- | --------- | --------- |
| 24 settembre 1966 |           |           |
| Basilea           | 1 - 8     | RS Zurigo |
| Lions Losanna     | 4 - 1     | Ginevra   |

### Finale
| Zurigo 8 ottobre 1966 | RS Zurigo | 9 – 2 | Lions Losanna |  |